# Jan Off

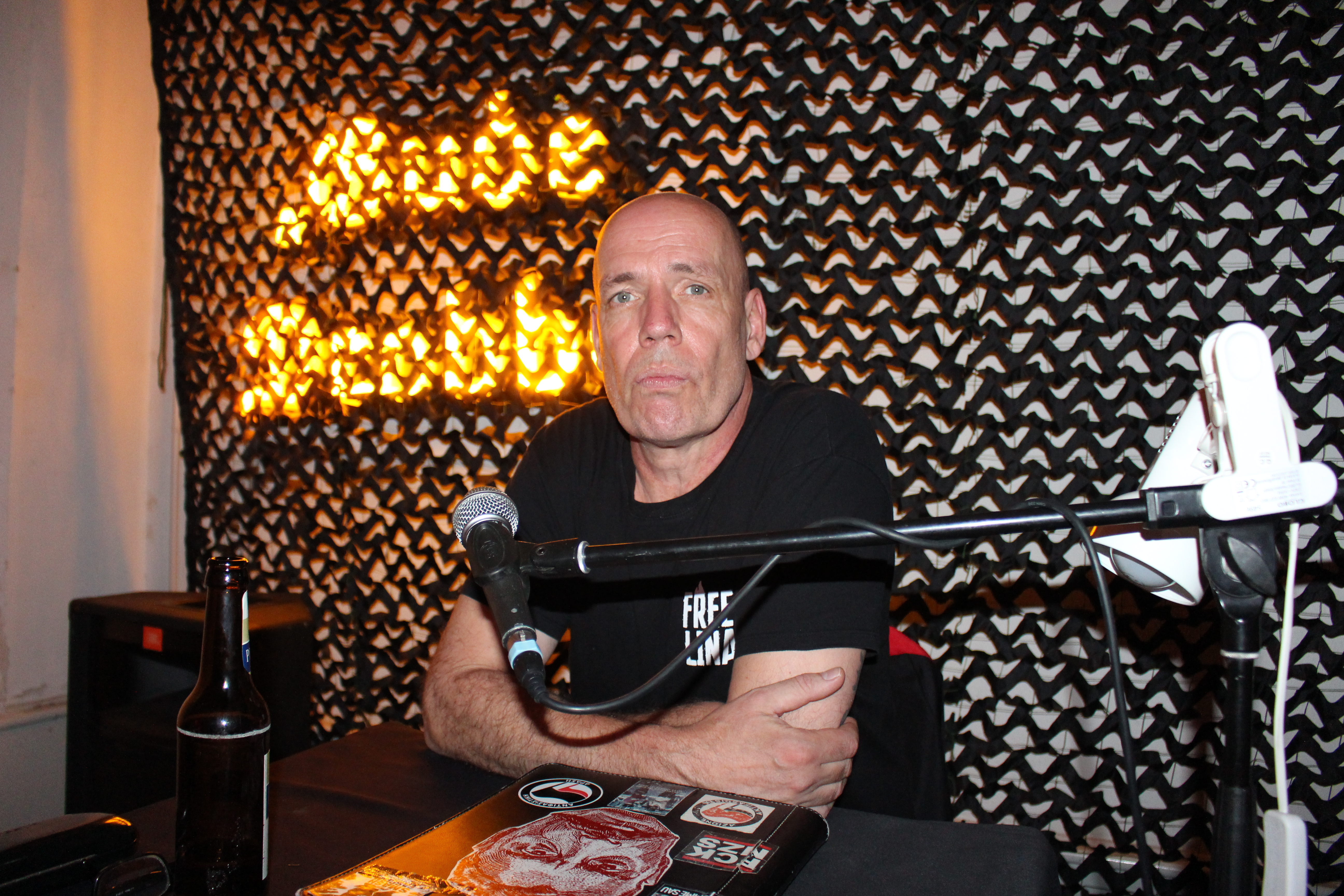
Jan Off (2022)

Jan Off (* 1967 in Braunschweig) ist ein deutscher Schriftsteller.
Bekannt wurde er durch den 2003 erschienenen Roman „Vorkriegsjugend“. Das auf autobiografischen Erfahrungen beruhende Buch schildert den Einstieg eines Heranwachsenden in die Punkszene einer namenlosen westdeutschen Kleinstadt zu Beginn der 1980er.
Es folgten weitere Romane, aber auch einige Kurzgeschichtenbände. Begleitet wurden diese Veröffentlichungen von ausgedehnten Lesetouren, die den Autor (u. a. im Auftrag des Goethe-Instituts) bis nach Estland und Tschechien führten. Offs Werke erscheinen zumeist im Mainzer Ventil Verlag.
Jan Off lebte bereits in Braunschweig, Münster, Leipzig und Darmstadt, zurzeit ist er in Hamburg ansässig (Stand 2022).

## Werke

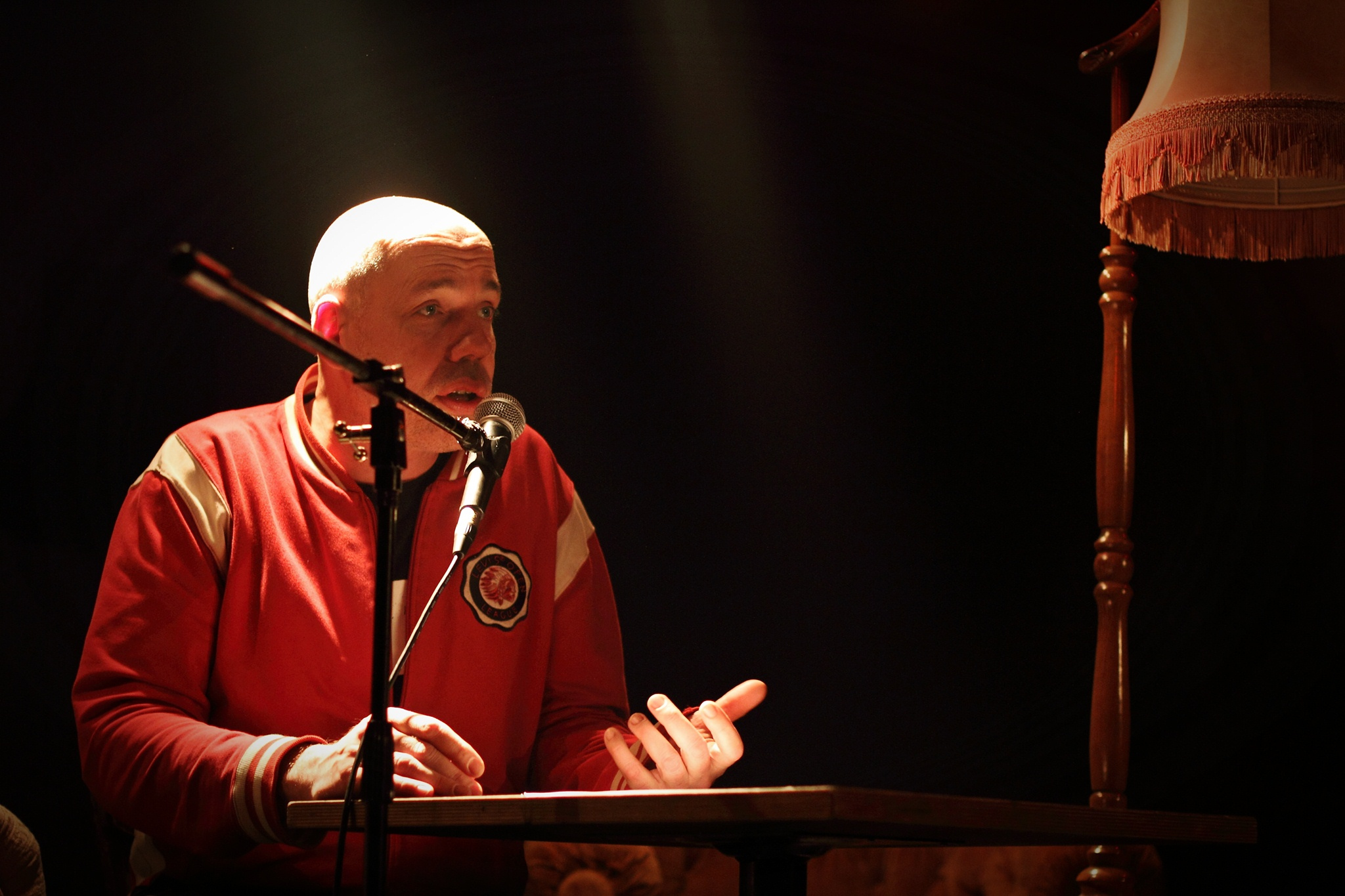
Bei einer Lesung 2013

- Getrockneter Samen im Haar Eurer Mütter. Amanita-Verlag, Mainz 1996
- Affenjagd mit Kim Il Sung. Dead Monkey-Verlag, Berlin 1997
- Kreuzigungspatrouille Karasek. Verlag Andreas Reiffer, Cottbus 1997
- Köfte. Ventil-Verlag, Mainz 1998
- Don’t mess around with Harald Juhnke – Spoken Words (CD), APAP a division of SUBH, Hildesheim 1999
- Im Kessel der Enthusiasten – Spoken Words  (CD), Verlag Andreas Reiffer, Braunschweig 2001
- Hanoi-Hooligans. Ventil-Verlag, Mainz 2001
- Ausschuss. Roman. Lautsprecherverlag, Stuttgart 2003
- Vorkriegsjugend. Ventil-Verlag, Mainz 2003
- Vorkriegsjugend – Spoken Words. (CD), Ventil-Verlag, Mainz 2004
- Weisswasser. Doppelroman. German Publishing, Wolfenbüttel 2006
- Angsterhaltende Maßnahmen. Homestories. Ventil-Verlag 2006
- Die Vorleser. 3: Heimatklänge. (CD), Wortart, Köln 2004
- Pauschal ins Paradies. Verlag Voland + Quist, Dresden 2007
- Ausschuss – das Hörbuch. audible.de
- Unzucht. Ventil-Verlag, Mainz 2009
- 200 Gramm Punkrock. Heyne-Verlag München 2008 (= Neuauflage von Vorkriegsjugend)
- Offenbarungseid. Ventil-Verlag, Mainz 2010
- Happy Endstadium. Ventil-Verlag, Mainz 2012
- Wenn du einen toten Nachbarn bewirtest, gib etwas Botox ins Essen. Unsichtbar Verlag, 2013, ISBN 978-3-942920-84-1
- Metastasen Mambo. Unsichtbar Verlag, 2013, ISBN 978-3-942920-91-9
- Mit Ellen Stein, Steffi Love: Bei uns kommt der Hass aus der Leitung Wichsvorlagen für Scheintote. Unsichtbar Verlag 2014, ISBN 978-3-95791-021-9
- Wenn du eine tote Idee fickst, denk an Stalins Jungfernhäutchen. (= Edition kleinLAUT. 17). Unsichtbar Verlag 2016, ISBN 978-3-95791-042-4
- Die Helligkeit der letzten Tage. Unsichtbar Verlag, März 2016, ISBN 978-3-95791-054-7
- Vorkriegsjugend, Teil II: Im Schatten der Chaostage (LP), Ventil Verlag 2017, ISBN 978-3-95575-085-5
- Mit Brian Deatt, Björn Geringhoff und Heinrich Hass: Hass macht mobil, Unsichtbar Verlag 2017, ISBN 978-3-95791-065-3
- Mit Dirk Bernemann und Jörkk Mechenbier: Klara, Ventil Verlag 2018, ISBN 978-3-95575-095-4
- Unzucht, überarbeitete Neuauflage, Ventil Verlag 2018, ISBN 978-3-95575-106-7
- Nichts wird sich niemals nirgendwo ändern, Ventil Verlag 2020, ISBN 978-3-95575-136-4
- Liebe, Glaube, Hohngelächter, Ventil Verlag 2022, ISBN 978-3-95575-160-9